# Emberiza cia

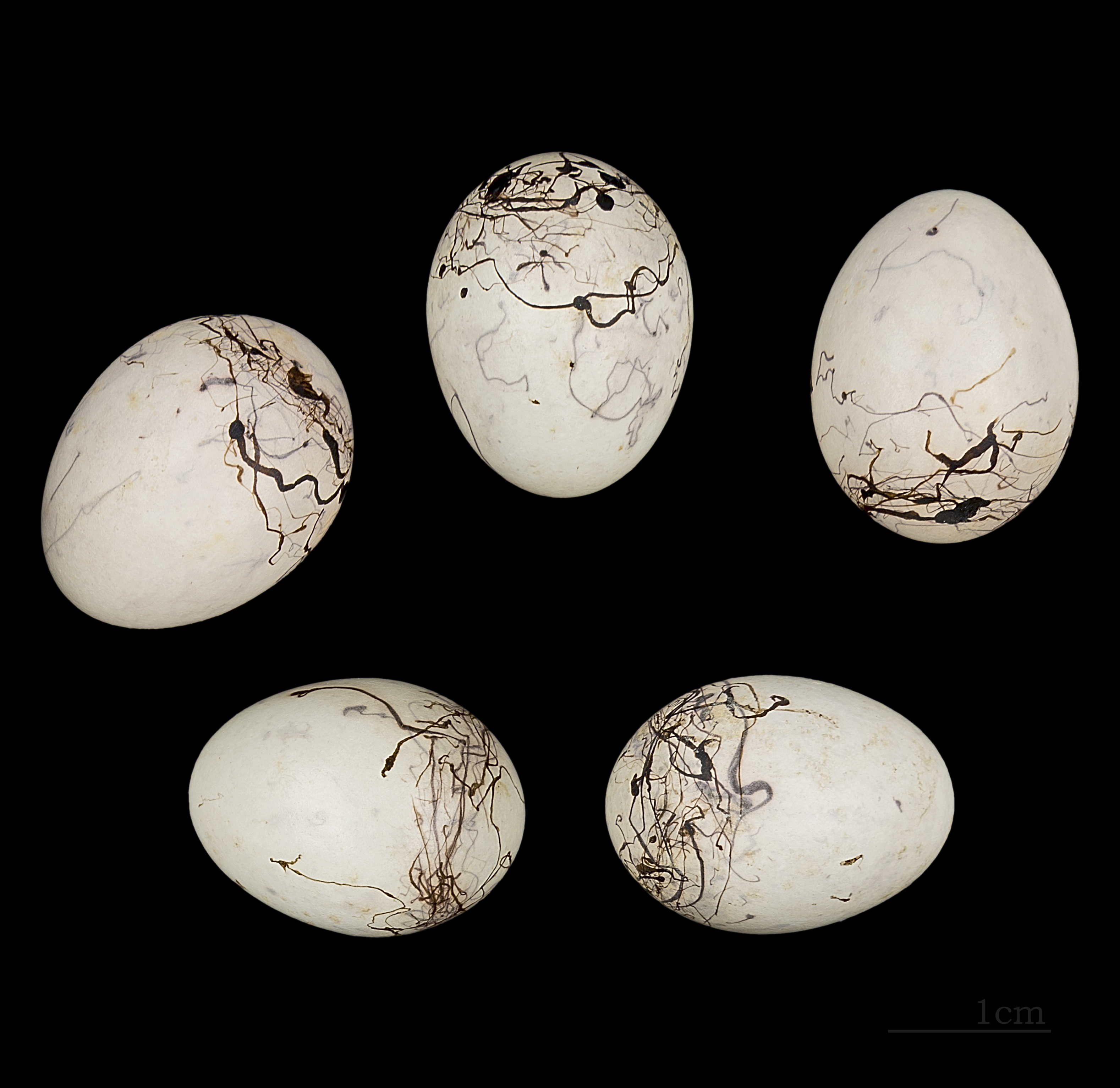
Emberiza cia

Emberiza cia là một loài chim trong họ Emberizidae.

## Hình ảnh

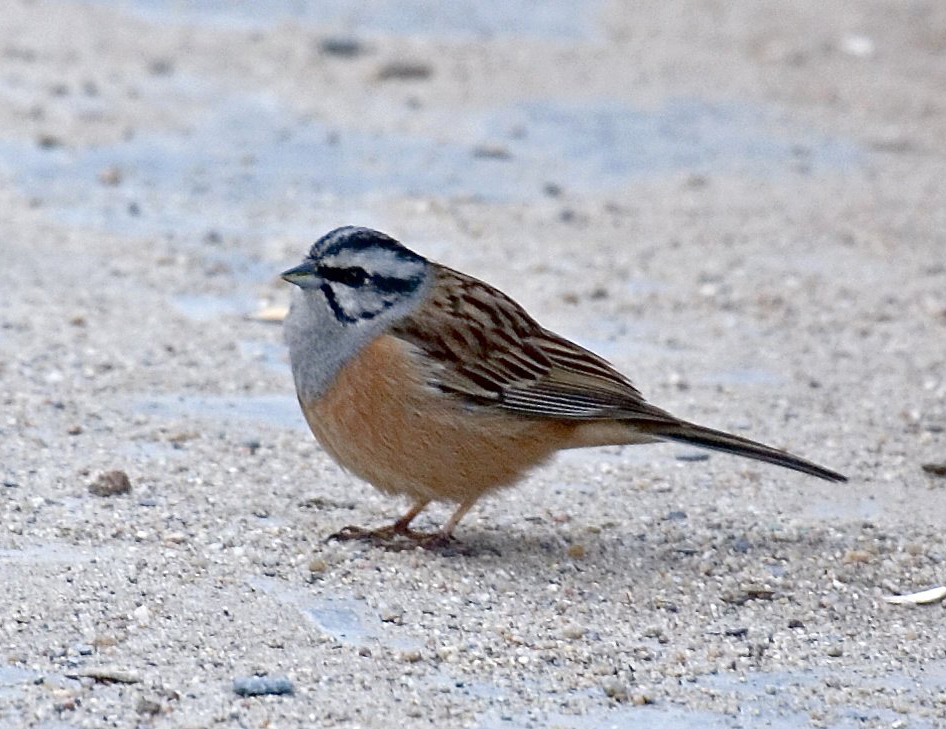
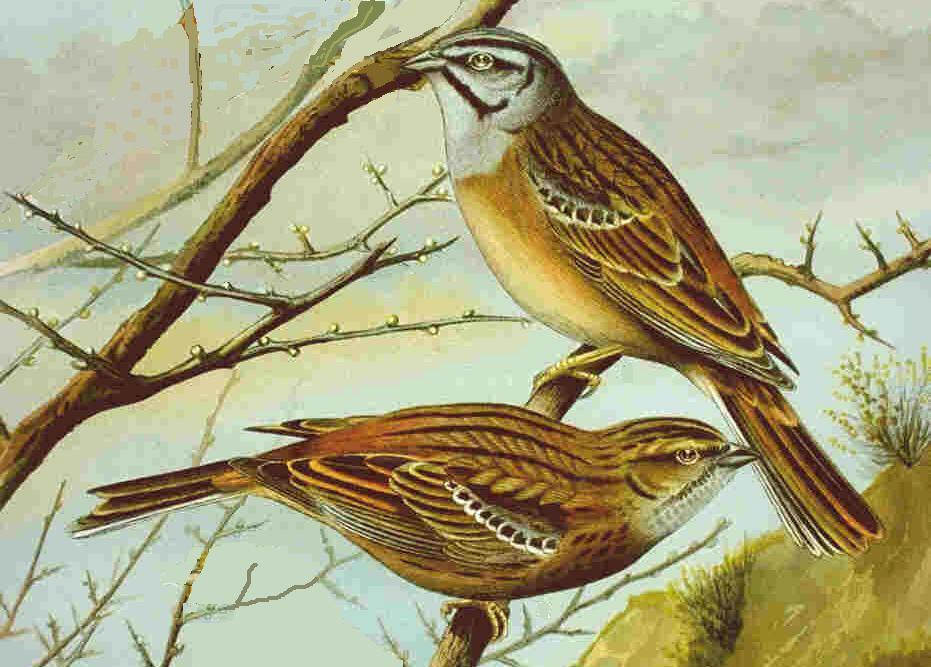
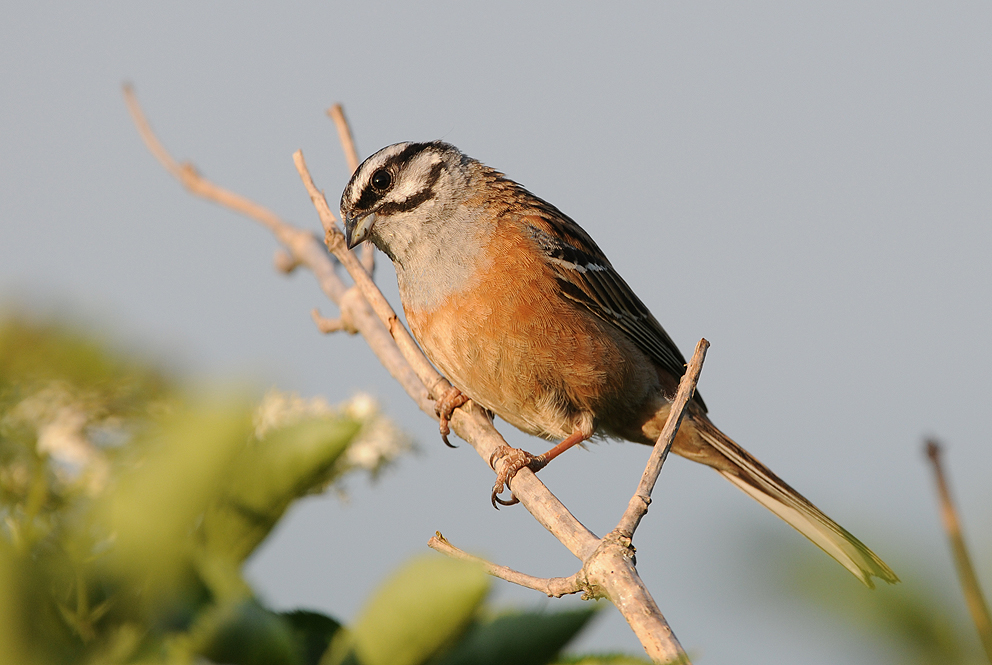